# Triregia fairburni
Triregia fairburni is een hooiwagen uit de familie Triaenonychidae. De originele naamcombinatie (protoniem) was Adaeum fairburni Forster, 1943. Een volgende naamrecombinatie werd gepubliceerd als Triregia fairburni (Forster, 1943) in Forster, 1954.